# Национална портретна галерия (Австралия)
Националната портретна галерия в Канбера, Австралия е публична художествена галерия, съдържаща портрети на видни австралийци. Създадена е през 1998 г. и се премества в сегашната си сграда на King Edward Terrace през декември 2008 г.

## История
В началото на 1900 г. художникът Том Робъртс за първи път предлага Австралия да има национална портретна галерия, но едва през 1990 г. се появява възможност за реализиране на тази идея.
Изложбата Uncommon Australians от 1992 г. – разработена от основателите на галерията, Гордън и Мерилин Дарлинг – е показана в Канбера и обикаля четири държавни галерии, давайки нов тласък на идеята за национална портретна галерия. През 1994 г., под ръководството на Националната библиотека на Австралия, първата изложба на галерията е открита в старата сграда на парламента. Изминават още четири години преди да бъде назначен за директор Андрю Сейърс, с което е създадена Националната портретна галерия като самостоятелна институция, с управителен съвет, бюджет и задание за развитие на собствена колекция.
Колекцията е създадена през май 1998 г. и до 2008 г. се помещава в старата сграда на парламента и в близката галерия.
Нарастването на колекцията на галерията налага преместването в специална сграда. Финансирането за сградата на стойност 87 милиона австралийски долара е осигурено във федералния бюджет за 2005 г. и базираната в Сидни архитектурна фирма Johnson Pilton Walker получава задачата да създаде галерията, като строителството започва през декември 2006 г. Новата Национална портретна галерия е открита за обществеността на 4 декември 2008 г. от министър-председателя Кевин Ръд.

## Постоянна колекция
Галерията с портрети съдържа портрети на видни австралийци (по рождение или асоциация), които са важни в своята сфера на дейност или чийто живот ги отличава като личности от дългосрочен обществен интерес.
През 2020 г. постоянната колекция на Националната портретна галерия възлиза на около 3000 портрета в различни среди – включително фотография, живопис, рисунка, мултимедия, скулптура и текстил – и продължава да расте чрез програма за придобиване и възлагане на портрети.

## Награди
В галерията има две изложби, представени като „Национални награди за портрет“.

### Национална награда за фотографски портрет
Националната награда за фотографски портрет на галерията е годишна награда за австралийски фотографи, създадена през 2022 г. с награден фонд от 30 000 австралийски долара.

### Награда за портрет „Дарлинг“
През март 2020 г. е учредена първата награда за рисувани портрет „Дарлинг“ с награден фонд от 75 000 австралийски долара. Отличието носи името на Л. Гордън Дарлинг (1921 – 2015), ключов основател на Националната портретна галерия. Наградата се връчва на всеки две години.

Галерията е австралийска правителствена агенция, управлявана от Борда на Националната портретна галерия на Австралия. Към декември 2022 г. бордът се председателства от Пени Фаулър.